# Priffe
Priffe, eller Preference, ett klassiskt svenskt kortspel som är en vidareutveckling av whist och går ut på att i trumfspel eller sangspel ta hem så många spel som möjligt. I misärspelet, som kallas noll, gäller det att ta så få stick som möjligt.
Spelas av fyra spelare indelade i två par. 
Priffe var tillsammans med vira ett av de vanligaste kortspelen i Sverige fram till dess att bridge blev vanligt.

## Given
Man drar om given. De två spelare som drar de högsta korten sitter mitt emot varandra.
Högst kort: Given; Näst högst: Förhand; 3:e högst: Medspelare till given; Lägst kort: Medspelare till förhand.
Spelarna i samma par sitter mitt emot varandra och tävlar mot det andra paret.

I ett klassiskt parti priffe roterar spelarna så att alla spelar tillsammans med alla. På så vis kan man slutligen utse en individuell vinnare.
En omgång inleds med att alla kort delas ut så att spelarna får 13 kort var. 

## Budgivning
Förhand börjar och budgivningen fortsätter medsols, var och en får avge ett bud. Till hjälp för budgivningen finns en honnörsstickstabell.

### Honnörsstickstabell
honnörskort: Ä K D Kn 10

hs = honnörsstick

+  = 1/4 hs

X  = småkort
2+hs: Ä K D i samma färg

2 hs: Ä K (ev Kn, ev 10) i samma färg 

1½hs: Ä D (ev Kn, ev 10) i samma färg

1+hs: Ä Kn 10/X i samma färg eller K D Kn i samma färg eller solo Ä

1 hs: Ä Kn i samma färg eller K D i samma färg eller K Kn 10 i samma färg

½+hs: K Kn X i samma färg
½ hs: K Kn/X i samma färg eller D Kn 10/X i samma färg
+ hs: D Kn/10/X i samma färg eller solo K/D/Kn

### Buden
I turordning från högsta till lägsta bud
| Bud          | Innebörd | Honnörer   |
| Spelut/Spela | Högsta budet, spel utan trumf. | Alla ässen |
| Noll         | Misärspel, ta så få stick som möjligt. I förhand (dvs innan partnern) innebär 2-3 hs och bra noll-kort. Handen bör vara svag i hjärter och ruter, främst hjärter. | Alla 2:or  |
| Hjärter      | Innebär att man vill spela med hjärter som trumf. Ett hjärterbud i förhand betyder minst 2½ hs och minst 5 hjärter på hand. Handen bör ha bra nollkort.           | Ä K D Kn   |
| Ruter        | Som ovan med tillägg att handen ska vara garderad i hjärter och att man ska kunna spela noll.                                                                     | Ä K D Kn   |
| Spader       | Endast upplysningsbud i förhand. Innebär 4-4½ hs i minst tre färger och stark invit till spelut. 5 hs eller mer bör ge hemgång i spelet.                          |            |
| Klöver       | Endast upplysningsbud i förhand. Innebär 2½ - 3½ hs och minst tre färger garderade. Invit till spelut, men man bör kunna spela noll.                              |            |
| Pass         | När man inte har något annat bud eller är nöjd med tidigare bud.                                                                                                  |            |

Ett bud får inte anges, om ett högre bud redan har bjudits. Pass är det enda undantaget, då det kan anges när som helst.

Bjuder någon spelare "Spela" så börjar spelet på en gång och resterande spelare får inte ange bud.

Det sista budet som avges blir slutbud och den sida som fick budet blir spelförare. Är slutbudet spader eller klöver, spelas tvångsnoll, spelas som vanlig noll men ingen är spelförare.

### Spelföring
När budgivningen är avslutad har den resulterat i en av följande fem spelvarianter:
1. Passnoll - alla sa pass, och man ska nu ta så få stick som möjligt

2. Ruter - ruter bjöds som högsta bud, man ska nu ta så många stick som möjligt med ruter som trumf

3. Hjärter - hjärter bjöds som högsta bud, man ska nu ta så många stick som möjligt med hjärter som trumf]

4. Noll - noll bjöds som högsta bud, man ska nu ta så få stick som möjligt

5. Spela - någon spelare angav spela, man ska nu ta så många stick som möjligt utan trumf
Så länge man kan måste spelarna följa färg. Högsta kort spelat vinner sticket, om man inte spelar med trumf. Det spelar ingen roll vem inom paret som vinner sticket.

Den sida som angav budet står för spelet. Det innebär att det är extra viktigt för dem att ta fler/färre stick än det andra paret, då de som inte står för spelet får dubbelt så många poäng om de lyckas ta hem fler/färre än hälften av sticken.

Om det blir passnolla så har bägge paren samma chans till poäng.
Poängsystemet i Priffe baseras på en viss summa som man ska komma upp i innan paren roterar. Antalet omgångar kan alltså variera från gång till gång.

### Utgång
En robbert är slut när en sida nått två utgångar. För första utgång krävs 30 p eller mer i trick, det vill säga stick utöver de första sex, och utgången ger 10 p extra. För andra utgång likadant, men den ger 20 p extra. Om till exempel bägge sidor har första utgång klar och den ena sidan har 10 p i andra och den första sidan spelar hem andra utgång förlorar motståndarna sin poäng i andra utgång. Till utgång får man om man tar strafftrick endast räkna halva poängen för utgång. Vid "tvångsnoll" förekommer inte strafftrickar. Spelar man flera robbertar byter man plats, vid en andra robbert sitter giv och förhand kvar och de båda andra byter plats.

### Poäng
| Varje trick                                 | 10 |
| Varje strafftrick                           | 20 |
| 1:a utgång                                  | 10 |
| 2:a utgång                                  | 20 |
| Lillslam                                    | 10 |
| Storslam                                    | 20 |
| Lilla straffslam                            | 20 |
| Stora straffslam                            | 40 |
| Fyra honnörer på en hand                    | 50 |
| Tre honnörer på en hand                     | 20 |
| Tre honnörer på en hand och en hos partnern | 40 |